# Raindance (album Sara Storer)
Raindance è il settimo album in studio della cantautrice australiana Sara Storer, pubblicato il 12 aprile 2019 dalla ABC Music e dalla Universal Music Australia.

## Promozione
Il 2 marzo 2019 Sara Storer ha iniziato un tour australiano a supporto di Raindance, conclusosi il 18 maggio successivo.

## Premi e riconoscimenti
Agli ARIA Music Awards 2019, il disco è stato candidato nella categoria Miglior album country.

## Tracce
1. Raindance – 3:44
2. My Little Men – 4:13
3. Plough'n It In – 2:57
4. Next Year People (feat. Colin Hay) – 4:23
5. Hayrunner – 4:45
6. Every Boy Needs a Bike – 3:37
7. How Sweet the Voice – 3:49
8. Natalie – 3:45
9. Fox – 2:40
10. The Captain – 3:16
11. Someday – 3:21
12. Jigalong Girls – 3:50

## Classifiche
| Classifica (2019) | Posizione massima |
| ----------------- | ----------------- |
| Australia         | 21                |